# 힙합

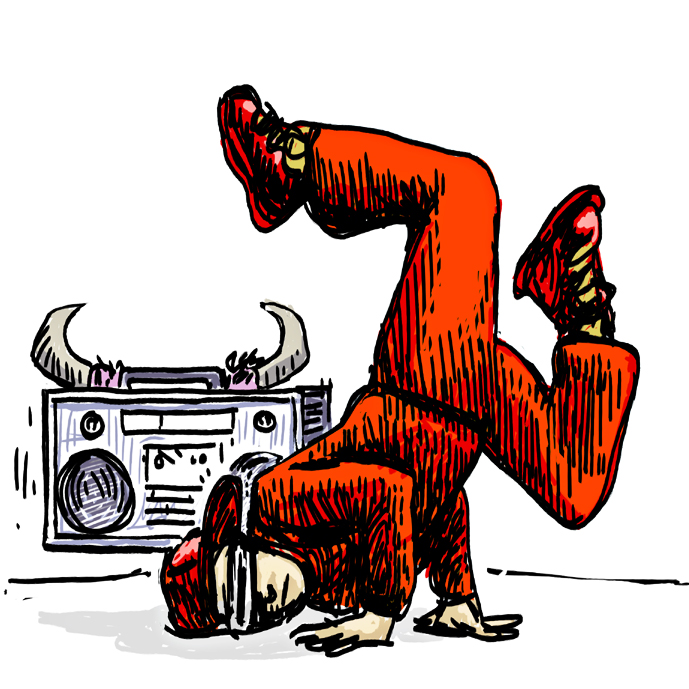
힙합의 시초 격인 브레이크 댄스

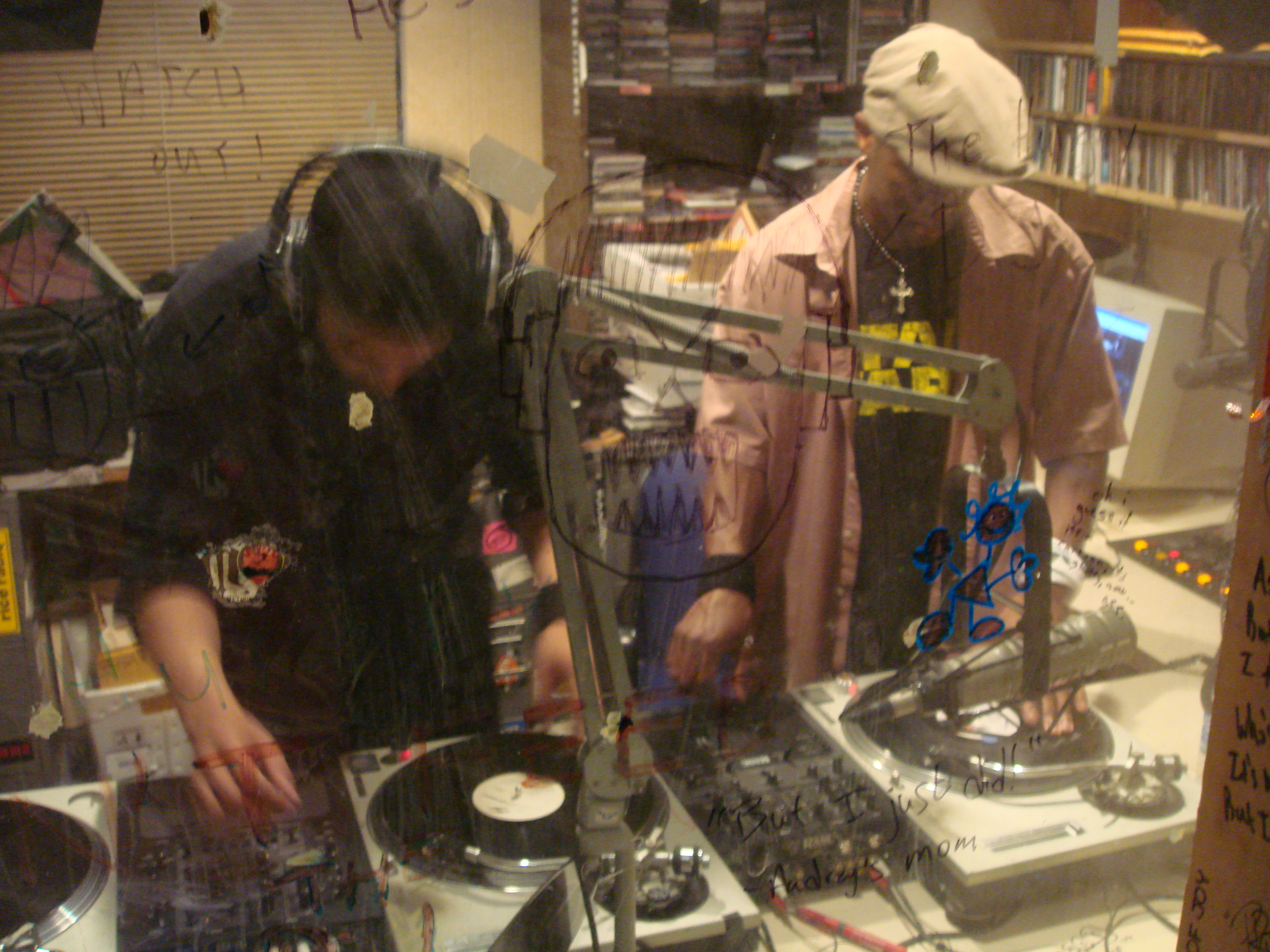
두 명의 힙합 DJ가 음악을 만들고 있다.

힙합(hip hop, hip hop African American culture)은 1970년대 미국 뉴욕의 브롱스에서 유행하기 시작한 춤과 대중음악으로부터 파생된 거리문화이다. 또한 미국 뉴욕의 브롱스에서 아프리카계 미국인과 캐리비안계 미국인, 히스패닉계 주민의 커뮤니티에서 행해지고 있었던 블록 파티에서 태어난 문화이다. 힙합은 랩, 비보잉, 그래피티, 비트박스, (디제잉) 크게 4요소로 이루어져 있다.
아프리카계 미국인들의 문화 (음악, 패션, 예술) 등 전반적인 삶의 양식을 조합하여 새로운 스타일을 만들어 내는 방식을 힙합 (hip도 hop도 튀는, 생기있고 활발하게 움직인다 라는 뜻의 약동하는 의미를 갖고 있다.) 이라고 호칭하기 시작하였으며, 이때가 1974년 11월이었다. 그리고 이것으로 하여 11월을 ‘힙합 역사의 달’(영어: Hip Hop History Month)로 축하하는 관습이 생겨났다.
힙합의 초기에는 팝, 펑크, 레게, 소울, 재즈 등 대중음악에서 추출한 샘플링이나 프로그래밍을 중심으로 한 트랙을 녹음해서 블록파티에 즉흥적인 춤판에 쓰다가, 음악을 틀던 DJ들은 곡 몇 가지 부분에 관중들을 향해 분위기를 맞추기 위해 이런 저런 말들이나 후렴구 또는 미사여구들을 뱉었는데, 그것이 차차 디제이로부터 분화되어 스테이지 위에서 사회를 보는 역할이 따로 만들어져 MC 또는 래퍼가 생겨났고, 그렇게 랩이라는 개념이 탄생하였다.

## 어원
힙합이라는 이름은 그랜드마스터 플래쉬 앤 더 퓨리어스 파이브의 래퍼였던 케이스 카우보이가 만들었다고 알려져 있다. 케이스 카우보이를 비롯한 러브버그 스타스키, DJ 할리우드와 같은 음악인들이 활동하던 시기 이들의 음악은 디스코 랩으로 불렸다. 케이스 카우보이는 군대에 입대하여 행군을 하던 중 즉흥적으로 병사들이 외치는 “힙 힙 합”소리에서 재즈의 즉흥 음악과 같다는 영감을 얻었다고 한다. 훗날 케이스 카우보이는 자신의 공연에서 랩 중에 즉흥적으로 힙 합을 넣었고, 이는 슈가힐 갱의 《레퍼스 딜라이트》와 같은 다른 음반을 통해 빠르게 전파되었다.

## 역사

### 1990년대
90년대는 힙합이 미국 대중음악의 중심 중 하나의 축을 형성하게 된 시대라고 보아도 무방할 것이다. 밀리언 셀러들이 속속들이 등장하고 슈퍼스타라고 이야기 될 만한 아티스트의 등장 그와 함께 수많은 사건, 사고 등 90년대부터 힙합은 누구도 부정할 수 없게 미국을 대표하는 음악 중 하나로 성장한다. 이 시기의 빼놓을 수 없는 사건들로는 투팍이 겪은 총격사건, 성폭행 사건, 투팍과 비기의 다툼을 이야기할 수 있을 것이다. 투팍과 비기의 다툼은 크게 미국 동부의 힙합과 서부의 힙합간의 대립으로 번지지만 투팍과 비기 모두의 죽음이라는 비극적인 결말로 종결을 맺는다. 이외에도 많은 사건이 있지만 역시 90년대 힙합을 대표하는 아이콘은 투팍과 그의 라이벌 비기다.
대표적인 아티스트와 앨범은 다음과 같다. 아이스 큐브의 <AmeriKKKa’s Most Wanted>, 어 트라이브 콜드 퀘스트의 <The Low End Theory>, 우탱클랜의 <Enter The Wu-Tang (36 Chambers)>, 닥터 드레의 <The Chronic>, 스눕 도기 독의 <DoggyStyle>, 나스의 <Illmatic>, 노토리어스 B.I.G의 <Ready to Die>, 투팍의 <All Eyez on Me>, DMX의 <It’s Dark and Hell Is Hot>, 제이 지의 <Vol.2… Hard Knock Knock Life> 등이 있다.
위의 앨범들은 콤플렉스지가 꼽은 각 년도 별 래퍼들의 앨범을 추린 것이기 때문에 소개되지 못한 위대한 래퍼들도 존재한다. Big L, Big Pun, LL Cool J 또한 당시에는 메인스트림에서는 완전한 외부 영역이었지만 남부에서는 스리 6 마피아, U.G.K 등이 2000년대 남부 힙합의 전성기를 위한 그들만의 기틀을 다지고 있었다.

### 2000년대
2000년대의 힙합은 기존의 기틀을 바탕으로 더 많은 상승가도를 달린다. 제이 Z와 나스는 누가 뉴욕의 왕인가를 두고 자신들의 앨범에서 서로를 향한 공격을 쏟아내고, 에미넴은 닥터드레의 지원과 함께 단순히 미국이 아닌 세계적인 스타로 성장한다. 50센트는 데뷔 앨범을 발매 년도에 600만장이나 팔아버린다. 카니예 웨스트 또한 이 시기에 등장하여 자신의 수 많은 음악 스타일을 보여주고 Jay Z의 <The Blueprint>를 돕는다. 또한 T.I., 영 지지, 릴 웨인을 중심으로 남부 힙합은 그 어느 때보다 시장에서 높은 점유율을 차지한다. 남부 힙합의 등장과 지배는 음악적, 문화적 요소를 포함하여 힙합의 많은 부분을 변화시켰다. 특히 이 시기에 에미넴, 릴웨인은 단순히 힙합 슈퍼스타로 머무는 것이 아니라 하나의 아이콘이 되었다.
대표적인 아티스트와 앨범은 다음과 같다. 에미넴의 <The Marshall Mathers LP>, 제이 Z의 <The Blueprint>, 나스의 <Stillmatic>, 50센트의 <Get Rich or Die Tryin’>, T.I.의 <KING>, 영 지지의 <Let’s Get It: Thug Motivation 101>, 릴 웨인의 <Tha Carter III>, 카니예 웨스트의 <Late Registration> 등이 있다.
이외에도 시대의 아이콘 중 한 명인 퍼렐 윌리엄스와 그를 중심으로 한 N.E.R.D, Cam’ron과 그의 크루 Dipset, West Side와 과거의 힙합을 이야기하며 등장해 일약 스타가 된 더 게임, 남부의 화려한 듀오 아웃캐스트 등이 있다.

### 2010년대
2010년대 힙합은 기존의 모습을 가지면서도 수 많은 형태로 표현된다. 드레이크는 논란 속에 기존 힙합에서 등한시 되던 감성적인 측면을 자신의 앨범으로 적극적으로 들여오고 수 많은 형태의 음악을 보여준다. 속삭이는 듯한 클라우드 랩 또한 등장하고 랩이라는 것의 형태가 매우 다양해진다. 니키 미나즈는 남성중심적인 힙합에서 여성 래퍼지만 최고에 자리에 존재한다. 켄드릭 라마는 한 동안 메인스트림 힙합에서 멀어졌던 현실 비판적 요소를 다시 중심으로 도입하고자 노력한다. 칸예 웨스트는 그의 음악과 패션, 여러 구설수를 낳은 행동과 함께 대중문화 아이콘으로 자리매김한다.
대표적인 앨범으로는 칸예 웨스트의 <My Beautiful Dark Twisted Fantasy>, 드레이크의 <Take Care>, 켄드릭 라마의 <good kid, m.A.A.d city>, 니키 미나즈의 <The Pinkprint>, Chance The Rapper의 믹스테잎 <Coloring Book>등이 있다.
이외에도 Rick Ross를 중심으로 한 MMG와 Meek Mill, MGK, Young Thug, A$AP Rocky, J. Cole, YG, Future, 2 Chainz, 21 Savage, Lil Yachty, ayo & teo 등 2010년대로 진입함과 함께 힙합은 그 어느 때 보다 많은 모습을 가지고 있다.

## 같이 보기
- 힙합 음악
- 힙합 댄스
- 힙합 패션
- 랩